# Commissariat Général aux Questions Juives

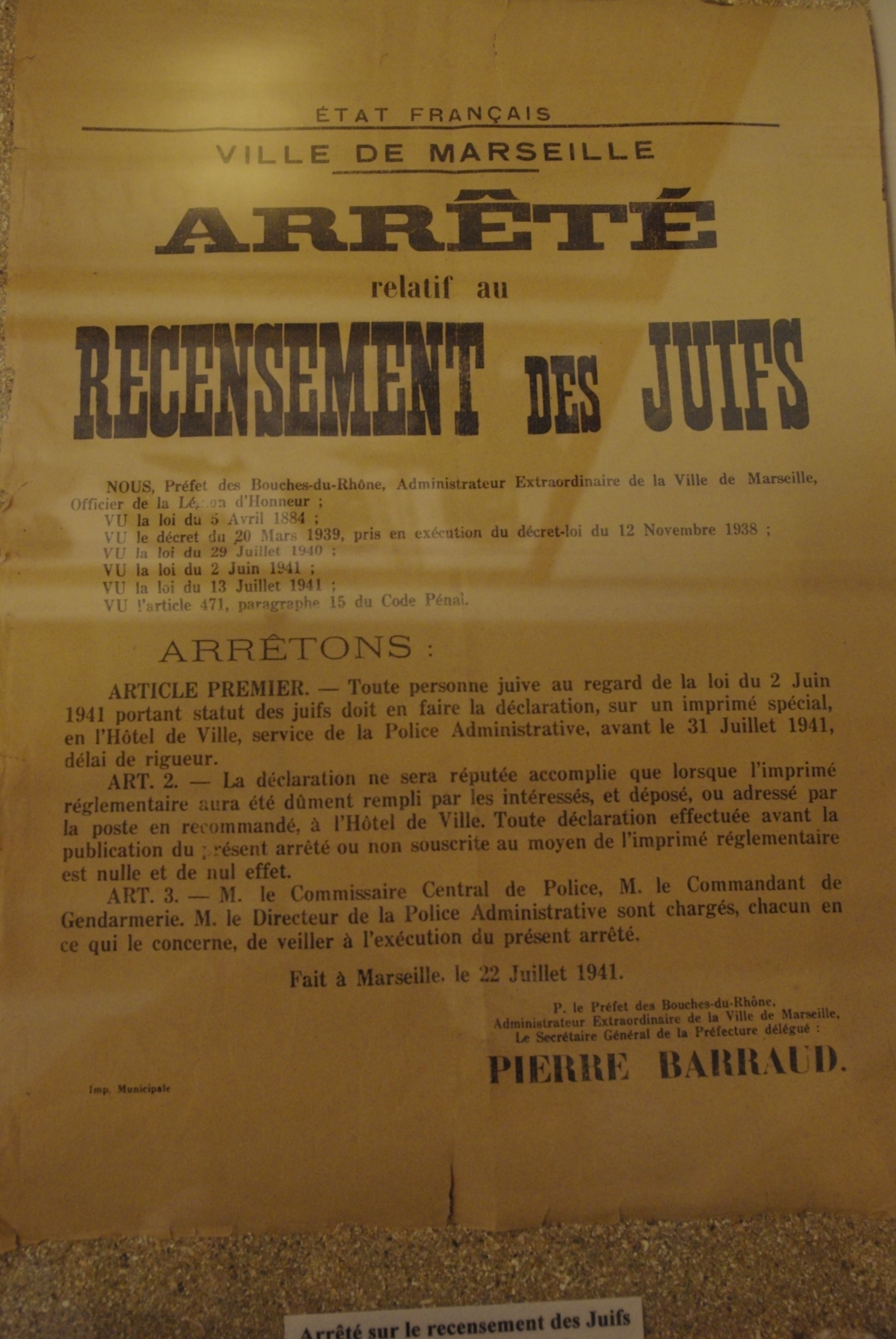
Aushang in Marseille, Juli 1941

Das Commissariat Général aux Questions Juives (CGQJ, deutsch: „Generalkommissariat für Judenfragen“) war eine Behörde des Vichy-Regimes, die mit der Planung und Durchführung der offiziellen Politik der Entrechtung, Inhaftierung und Vernichtung gegenüber allen Juden in Frankreich betraut war.
Das CGQJ wurde im Frühjahr 1941 gegründet. Die Motive der französischen Politiker zur Gründung waren teils Antisemitismus, teils das Bestreben, durch eine Politik der vorwegnehmenden Umsetzung von deutschen Intentionen die Souveränität Frankreichs auch in den durch die Wehrmacht besetzten Landesteilen aufrechtzuerhalten. Die CGQJ-Mitarbeiter waren aufgrund des Personalmangels in den örtlichen RSHA-Dienststellen und in den deutschen Besatzungsbehörden wesentliche Handlanger der Umsetzung des Holocaust in Frankreich. Das CGQJ wurde nach dem Ende der deutschen Besatzung Frankreichs im Sommer 1944 aufgelöst, einige der Mitarbeiter wurden gerichtlich belangt.

## Geschichte
Das CGQJ wurde am 29. März 1941 auf Weisung von Admiral F. Darlan gegründet, der damit einem Wunsch der deutschen Behörden folgte. Schon vorher, in der zweiten Jahreshälfte 1940, hatte das Vichy-Regime eine Reihe von antijüdischen Gesetzen und Verordnungen erlassen, darunter im Oktober 1940 das Erste Judenstatut.

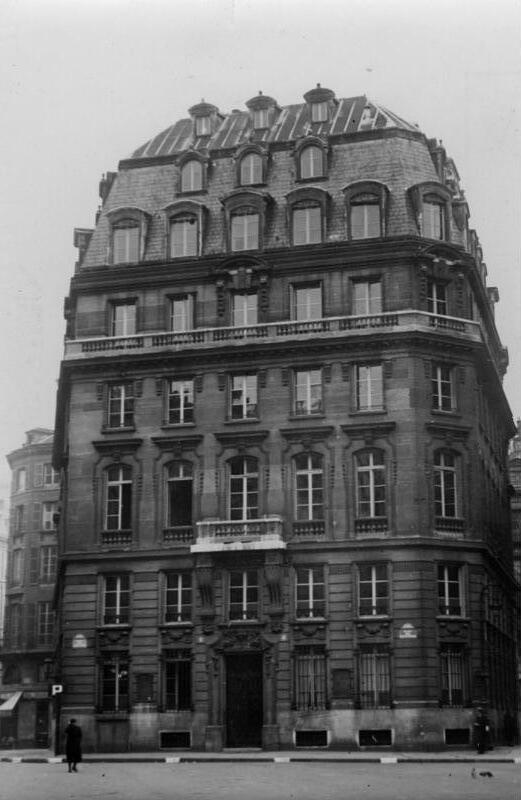
Pariser Sitz des Commissariats wurde 1941 die frühere Bank L. Louis-Dreyfus am Place des Petits-Pères

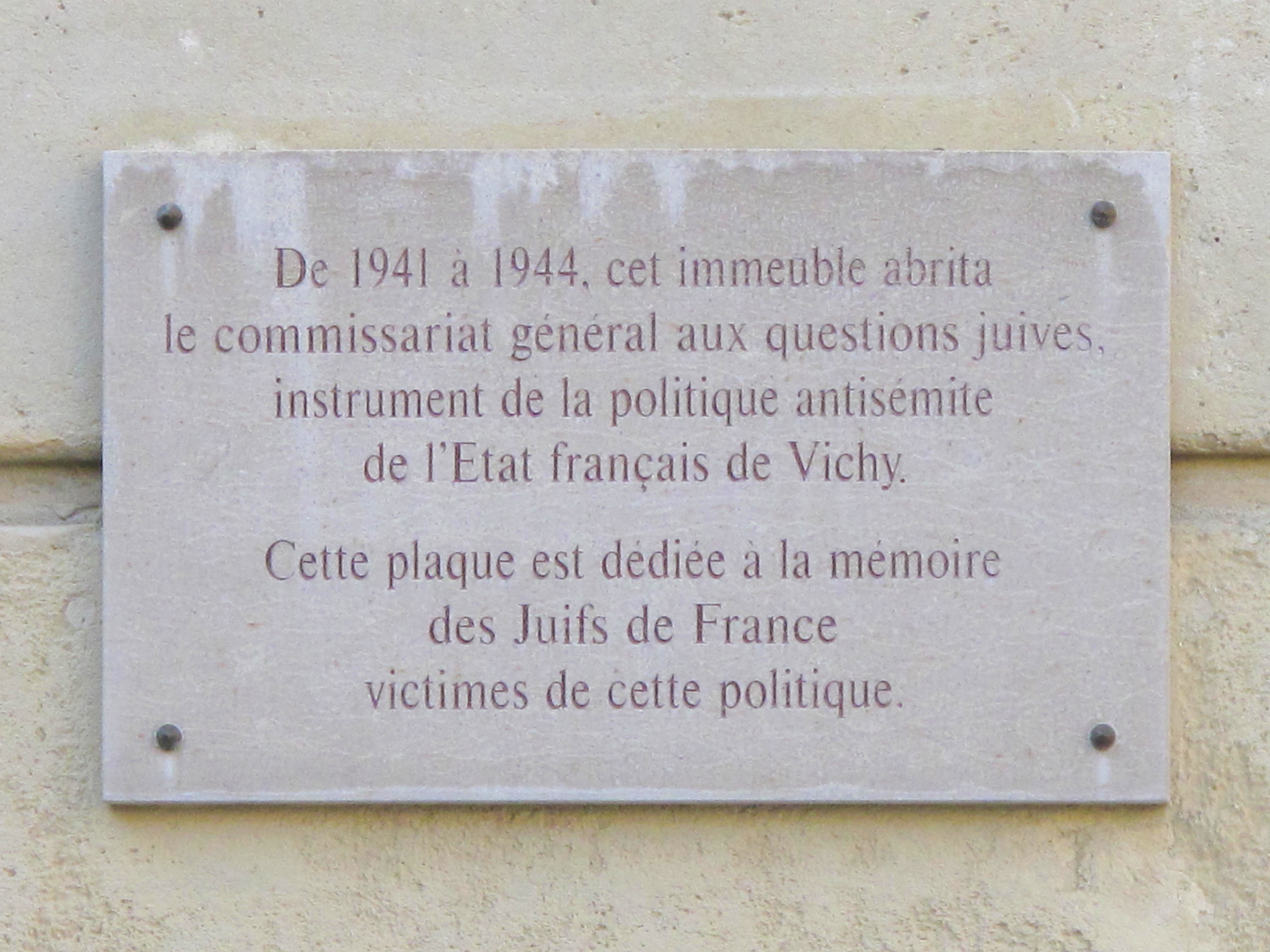
Gedenkinschrift am ehemaligen Sitz des Commissariats

Das CGQJ hatte bis zu 2.500 Mitarbeiter. Zum CGQJ gehörte unter anderem die anti-jüdische Polizei Police aux Questions Juives (PQJ) die 1942 in Section d’Enquête et Contrôle (SEC) umbenannt wurde. Die Aufgabe des CGQJ war die Identifizierung, Isolierung und Inhaftierung der ca. 75.000 in Frankreich lebenden Juden, die dann an die Deutschen übergeben wurden, die sie in die Konzentrations- und Vernichtungslager im Osten deportierten.
Der erste Vorsitzende des CGQJ war ab 29. März 1941 der Abgeordnete Xavier Vallat, der am 5. Mai 1942 von Louis Darquier abgelöst wurde. Darquier, er nannte sich D. de Pellepoix, war fast zwei Jahre Chef des CGQJ, bis er im Februar 1944 von Charles du Paty de Clam abgelöst wurde. Dieser hatte den Posten bis zur Auflösung des CGQJ im Juni 1944 inne. Im Juni 1944 war Joseph Antignac der Generalsekretär des CGQH, also der zweithöchste Beamte der Behörde. Er wurde am 6. November 1944 festgenommen und am 28. Mai 1946 wieder entlassen, worauf er untertauchte. Antignac wurde am 9. Juli 1946 in Abwesenheit zum Tod verurteilt. Andere bekannte Mitarbeiter des CGQJ waren Armand Bernardini, George Montandon und Auguste Mudry.
Der institutionelle Vorläufer der anti-jüdischen Polizei war der Service d'inspection du CGQJ (deutsch: „Untersuchungsdienst des CGQJ“), der am 19. Oktober 1941 auf Drängen von SS-Hauptsturmführer Theodor Dannecker gegründet wurde. Dannecker war derzeit Leiter des Judenreferats der SD-Dienststelle in Paris. Der Service d'inspection du CGQJ unterstand dem Staatssekretariat des Inneren. Im Vichy-Regime gab es keine Ministerien, sondern nur Staatssekretariate, daher entsprach dies dem französischen Innenministerium. Die Mitarbeiter des Service führten am Anfang des Bestehens vor allem Untersuchungen im Zusammenhang mit der „Arisierung“ jüdischen Eigentums und hatten offiziell keine Polizeibefugnisse. Dennoch wirkten ihre Untersuchungen und Handlungsempfehlungen anstachelnd auf die örtlichen Polizeibehörden und beförderten so die weitgehende Umsetzung der antisemitischen Gesetzgebung. Kompetenzstreitigkeiten mit der Polizei und dem Innenministerium sowie Überschreitungen der Befugnisse und Korruption führten zu einem Machtkampf an der Spitze, den die Polizei vorerst für sich entschied.
Im Januar 1942 wurde der Service in Police aux Questions Juives (PQJ) umbenannt und dem Secrétariat Général de la Police unterstellt. Die PQJ-Mitarbeiter waren unter anderem für die Durchsuchung der im Sammellager Drancy internierten Juden bei deren Ankunft (unter französischer Leitung bis 1. Juli 1943, danach deutsches KZ) und vor deren Deportation in die deutschen Vernichtungslager zuständig. Dabei wurden den Internierten alles Geld, Schmuck und Wertpapiere durch die PQJ-Mitarbeiter weggenommen und auf Konten der CDC eingezahlt. 10 % der Einlagen wurden offiziell an das CGQJ abgeführt. Neben der offiziellen Enteignung und Bereicherung waren viele PQJ-Mitarbeiter im Lager an Diebstahl, Korruption und persönlicher Bereicherung beteiligt. Im August 1942 wurde die PQJ erneut umbenannt, und als Section d’Enquête et Contrôle (SEC) dem CGQJ unterstellt.

## Prozesse
Der frühere Leiter der „Judenabteilung“ der Politischen Polizei von Paris, Louis Sadosky, wurde 1946 zu lebenslanger Zwangsarbeit verurteilt. 1949 wurde das Strafmaß auf zehn Jahre Gefängnis reduziert; 1952 wurde Sadosky begnadigt. 1954 wurde gegen ihn ein Aufenthaltsverbot (interdiction de séjour) ausgesprochen.